# Pantopsalis cheliferoides
Pantopsalis cheliferoides är en spindeldjursart som först beskrevs av William Colenso 1883.  Pantopsalis cheliferoides ingår i släktet Pantopsalis och familjen Monoscutidae. Inga underarter finns listade i Catalogue of Life.

## Utbredning
Arten är endemisk till Nya Zeeland.

## Taxonomi
Arten beskrevs först av William Colenso i maj 1883 under namnet Phalangium cheliferoides. Cor Vink flyttade Phalangium cheliferoides till släktet Pantopsalis efter att ha undersökt Colensos typexemplar som nu finns på Canterbury Museum i Christchurch.